# Thomas R. Hudd

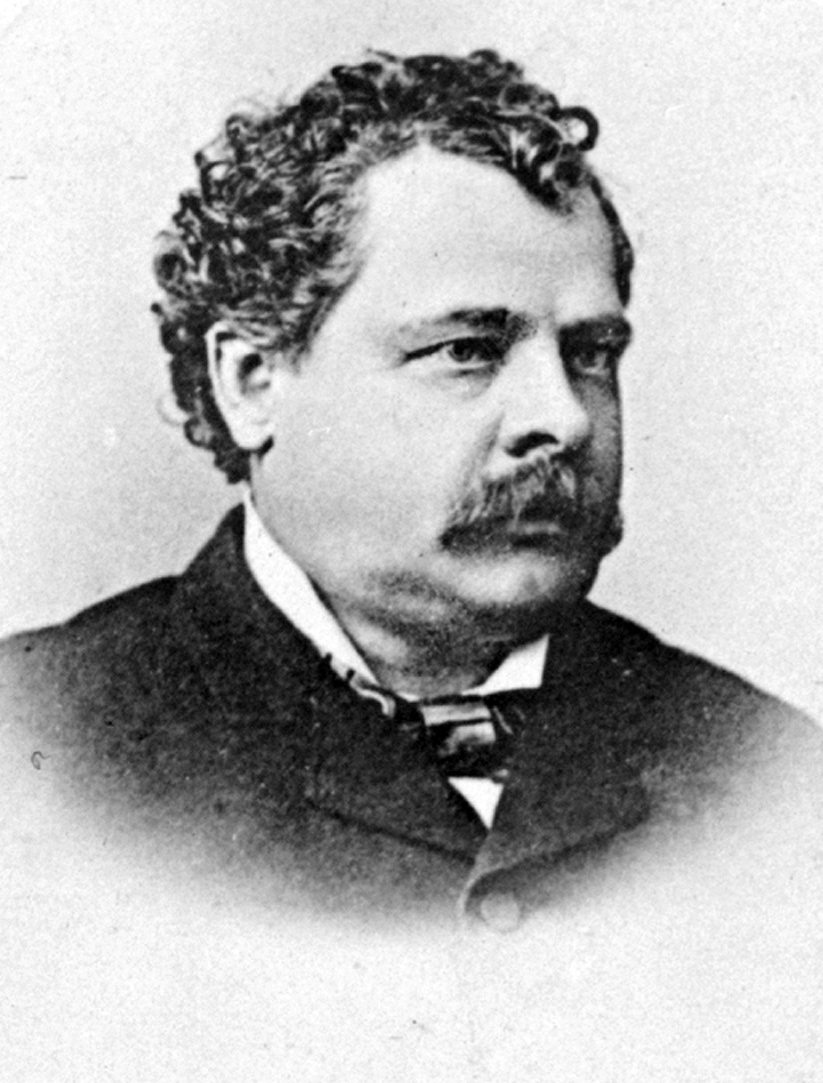
Thomas R. Hudd

Thomas Richard Hudd (* 2. Oktober 1835 in Buffalo, New York; † 22. Juni 1896 in Green Bay, Wisconsin) war ein US-amerikanischer Politiker. Zwischen 1886 und 1889 vertrat er den Bundesstaat Wisconsin im US-Repräsentantenhaus.

## Werdegang
Im Jahr 1842 zog Thomas Hudd mit seiner Mutter nach Chicago in Illinois. 1853 zog die Familie weiter nach Appleton in Wisconsin. Hudd besuchte die öffentlichen Schulen dieser Städte. Danach studierte er an der Lawrence University in Appleton. Nach einem anschließenden Jurastudium und seiner im Jahr 1856 erfolgten Zulassung als Rechtsanwalt begann er in Appleton in seinem neuen Beruf zu  arbeiten. In den Jahren 1856 und 1857 fungierte er als Bezirksstaatsanwalt im Outagamie County.
Politisch war Hudd Mitglied der Demokratischen Partei. Zwischen 1862 und 1885 saß er mehrfach im Senat von Wisconsin. Seit 1868 war er in Green Bay ansässig, wo er ebenfalls als Jurist arbeitete. Dort war er 1873 und 1874 auch städtischer Anwalt. In den Jahren 1868 und 1875 gehörte Hudd als Abgeordneter der Wisconsin State Assembly an. 1880 war er Delegierter zur Democratic National Convention in Cincinnati, auf der Winfield Scott Hancock als Präsidentschaftskandidat nominiert wurde.
Nach dem Tod des Kongressabgeordneten Joseph Rankin wurde Hudd bei der fälligen Nachwahl für den fünften Sitz von Wisconsin als dessen Nachfolger in das US-Repräsentantenhaus in Washington, D.C. gewählt, wo er am 8. März 1886 sein neues Mandat antrat. Nach einer Wiederwahl konnte er bis zum 3. März 1889 im Kongress verbleiben. Dort war er seit 1887 Vorsitzender des Ausschusses zur Kontrolle der Ausgaben des Innenministeriums. 1888 verzichtete Hudd auf eine weitere Kandidatur für den Kongress. In den folgenden Jahren arbeitete er wieder als Anwalt in Green Bay. Dort ist er am 22. Juni 1896 auch verstorben.